# Браун, Джейсон (певец)
Джейсон Пол Браун (англ. Jason "J" Paul Brown;13 июня 1976; Олдершот, Хэмпшир, Великобритания) — британский певец и рэпер, экс-участник британской поп-группы 5ive.

## Биография
Джейсон Браун родился в небольшом английском городе Олдершот в военном госпитале. Его отец был военным, и семья часто переезжала — Брауны жили в Германии, Канаде и на севере Англии. Когда Джейсон был подростком, они переехали в город Ньютон-ле-Уиллоу.

### Семья
Родители — Джастин и Мэрилин Браун, старшая сестра Донна.

### Ранние годы
Одно время Браун работал на складе кладовщиком.
До того, как стать участником группы 5ive, он посещал знаменитую итальянскую школу Italia Conti Stage School и имел опыт работы диджеем.
Джейсон всегда мечтал о музыкальной карьере: «Мои мать и отец совершенно не имеют музыкального слуха, так что я бы нисколько не удивился, если бы оказалось, что я — сын разносчика молока. Но потом я узнал, что кто-то из моих предков все-таки пел».
Браун отдавал предпочтение хип-хопу и рэпу. Кумирами для него были такие исполнители, как 2Pac, Lost Boys и Outcast.
Когда появилась возможность записывать свой материал, Джейсон немедленно начал эксперименты с хип-хопом. У него даже сложилась своя команда — «Prophets Of Da Funk». Правда, занятия рэпом оказались безуспешными.

### В группе «5ive»
В 1997 году Браун стал одним из пяти участников группы 5ive, отобранных среди 3000 претендентов. На момент создания группы он являлся самым старшим участником коллектива (21 год) и сразу взял на себя роль лидера, в дальнейшем часто выступая от имени группы на различных пресс-конференциях. Джейсон написал несколько рэп-куплетов, которые вошли в репертуар песен группы.
Браун о распаде группы: «Мы решили разойтись совершенно естественно, безо всякого мордобоя и прочего. Мы отличные друзья и всегда именно так хотели закончить свою карьеру — на вершине. Многие писали о нашем уходе, и мы ушли. Думаю, мы поступили правильно. Я сделал все, что было возможным и интересным для меня: повидал мир, встречался с женщинами, познакомился со многими интересными людьми, заработал немало денег… Все это сделало меня совсем другим человеком. Я точно могу сказать, что меня больше не увидят и не услышат — я ухожу из шоу-бизнеса. Я по-настоящему заинтересовался работой благотворительных организаций, и это именно то, чем мне хотелось бы заниматься. Я хочу сделать что-то для мира, для человечества, а также хочу жить нормальной жизнью, жизнью обычного человека. За пять лет с „5ive“ я сделал сколько всего, сколько не смогли бы сделать люди за 5 жизней. Я признаю, что плакал из-за того, что сейчас происходит, думая об остальных парнях. Но все же я почувствовал облегчение, потому что теперь могу заниматься тем, чем хочу.»

### Жизнь после «5ive»
После распада группы в сентябре 2001 года Браун начал вести менее публичную жизнь.
Музыкант участвовал в нескольких акциях протестов в Лондоне против участия Великобритании в войне на Ближнем Востоке.
В 2006 году Джейсон присоединился к трем из его бывших товарищей по группе — Робинсону, Невиллу и Брину — для запланированного воссоединения группы. Но новый проект не вызвал достаточного интереса у звукозаписывающей компании, и через девять месяцев группа вновь распалась.
Вскоре после этого Браун стал участником седьмого сезона реалити-шоу «I'm a Celebrity...Get Me Out of Here!», в котором вышел в финал и занял третье место. Также Джейсон принимал участие в шоу Ant & Dec's Saturday Night Takeaway в составе команды Энтони МакПартлина.
В 2012 году было объявлено об очередном воссоединении группы 5ive. Однако Браун отказался участвовать в проекте, заявив, что больше не хочет быть в центре общественного внимания.
В настоящее время проживает в Южном Уэльсе и активно участвует в продюсировании и написании песен для других музыкантов.
25 февраля 2025 года Браун объявил о своем возвращении в группу через Instagram.

## Интересные факты
- Участвуя однажды в музыкальном конкурсе, который, как все считали, Браун должен был выиграть, забыл слова песни перед 300 зрителями. В итоге он стал третьим.
- Джейсон отдает предпочтение китайской кухне.
- Встречался с Мелани Чисхолм, экс-участницей группы Spice Girls.